# Жемчужное (Калининградская область)
Жемчужное — посёлок в Гурьевском городском округе Калининградской области. До 2014 года входило в состав Храбровского сельского поселения.

## География
Посёлок Жемчужное расположен в междуречье Морянок Малой и Большой, в 4 км выше (южнее) их устьев на Куршском заливе, в 19,4 км по прямой к северо-востоку от северо-восточных окраин застройки областного центра, города Калининграда.

## Население
| 2002 | 2010 |
| ---- | ---- |
| 46   | ↘40  |

## История
Населённый пункт относится к исторической области древней Пруссии именем Самбия.
Первое упоминание поселения относится к 1270 году.
Во второй половине XIII века в полутора километрах юго-восточнее замка Шаакен (ныне поселок Некрасово) было основано орденское поселение Кирхеншаакен (Кирхе Шаакен).
По итогам Второй Мировой войны населённый пункт передан в состав СССР вкупе со всей северной частью Восточной Пруссии.
В 1946 году Кирхеншаакен был переименован в поселок Жемчужное.
Ныне в составе России как правопреемницы СССР.

## Достопримечательности
- В посёлке Жемчужном находится старинное культовое сооружение прусского периода — Орденская «Кирха Шаакена». Кирха была заложена в 1280 году. В XVII-XVIII веках кирха неоднократно перестраивалась. В 1734 году в кирхе был установлен орган работы фон Каспарина. Пришла в запустение и разорение после Второй Мировой войны.